# Švýcarsko na Zimních olympijských hrách 1980
Švýcarsko se účastnilo Zimní olympiády 1980. Zastupovalo ho 44 sportovců (33 mužů a 11 žen) v 9 sportech.

## Medailisté
| Medaile | Jméno                                               | Sport           | Soutěž      |
| ------- | --------------------------------------------------- | --------------- | ----------- |
| Zlato   | Erich Schärer Josef Benz                            | Boby            | Dvojbob     |
| Stříbro | Erich Schärer Ulrich Bächli Rudolf Marti Josef Benz | Boby            | Čtyřbob     |
| Bronz   | Jacques Lüthy                                       | Alpské lyžování | Muži slalom |
| Bronz   | Marie-Theres Nadigová                               | Alpské lyžování | Ženy sjezd  |
| Bronz   | Erika Hessová                                       | Alpské lyžování | Ženy slalom |